# Héctor Cassina
Héctor A. Cassina Davicino (Rafaela, 6 de outubro de 1943) é um ex-ciclista olímpico argentino. Cassina representou sua nação no evento de corrida individual em estrada nos Jogos Olímpicos de Verão de 1968, em Cidade do México.